# Mandyani
Le Mandyani est une rivière située dans la province du Litoral en Guinée équatoriale. Il fait partie de l'estuaire de Muni avec les rivières Congue, Mitong, Mitimele, Utamboni et Mven,.